# ScummVM
ScummVM est une machine virtuelle qui permet de jouer aux jeux qui utilisent le système SCUMM (comme les jeux d'aventure de LucasArts ou d'Humongous) sur des plates-formes autres que celles originellement supportées par le jeu ; de plus, le logiciel supporte entre autres les jeux non-SCUMM suivants : Simon the Sorcerer I et II, Beneath a Steel Sky, The Legend of Kyrandia, Flight of the Amazon Queen et Broken Sword 1 et 2. L'un des buts du programme étant de permettre l'accessibilité à divers utilisateurs utilisant divers systèmes de jouer à ces classiques, diverses versions de ScummVM prenant en charge des systèmes d'exploitation variés sont disponibles : Microsoft Windows,  Atari, WinCE, Pocket PC, Mac OS X, Linux, Android, Palm OS, HP webOS, Open webOS, AmigaOS BeOS, Solaris, Dreamcast, MorphOS, Irix, PSP, PS2, GP32, Wii, DS et plus. ScummVM est un logiciel libre, selon les termes de la  licence GNU GPL.

## Obtenir les jeux
ScummVM n'inclut pas les données de la majorité des jeux supportés, c'est au joueur, et propriétaire d'une copie des jeux de les installer. La date de sortie originale de la plupart des jeux étant plutôt vieille, beaucoup sont disponibles dans des compilations à bon prix, comme la collection des Classiques LucasArts. Quelques-uns sont cependant des graticiels et des liens sont donnés pour les télécharger sur le site du moteur
Durant le cycle de développement amenant à la version 0.5.0 le 2 août 2003, le développeur de jeux vidéo Revolution Software a non seulement aidé les développeurs de ScummVM en ajoutant le support de Beneath a Steel Sky en leur ouvrant le code source, mais a aussi décidé de publier les versions CD et disquette du jeu en graticiel, disponible en téléchargement sur le site de ScummVM. Quelques mois plus tard, les propriétaires de Flight of the Amazon Queen ont suivi la même voie en rendant ce dernier graticiel aussi.
Les cinématiques originales de Broken Sword 1 & 2 sont supportées par ScummVM depuis la version 1.0.0. Il fallait pour les versions précédentes utiliser des fichiers ré-encodés disponibles sur la page web du projet.

## Jeux tournant avec ScummVM

### Jeux LucasArts utilisant le moteur SCUMM
- Maniac Mansion
- Zak McKracken and the Alien Mindbenders
- Indiana Jones and the Last Crusade: The Graphic Adventure
- Loom
- The Secret of Monkey Island
- Monkey Island 2: LeChuck's Revenge
- Indiana Jones and the Fate of Atlantis
- Day of the Tentacle
- Sam & Max Hit the Road
- Full Throttle
- The Dig
- The Curse of Monkey Island

### Sierra On-Line
- The Black Cauldron
- The Bizarre Adventures of Woodruff and the Schnibble
- Castle of Dr. Brain
- Codename: ICEMAN
- The Colonel's Bequest
- Conquests of Camelot: The Search for the Grail
- Conquests of the Longbow: The Legend of Robin Hood
- The Dagger of Amon Ra
- EcoQuest: The Search for Cetus
- EcoQuest II: Lost Secret of the Rainforest
- Freddy Pharkas: Frontier Pharmacist
- Gobliiins
- Gobliins 2: The Prince Buffoon
- Goblins Quest 3
- Gold Rush!
- Hoyle's Official Book of Games
- Jones in the Fast Lane
- Lost in Time
- The Island of Dr. Brain
- King's Quest: Quest for the Crown
- King's Quest II: Romancing the Throne
- King's Quest III: To Heir Is Human
- King's Quest IV: The Perils of Rosella
- King's Quest V: Absence Makes the Heart Go Yonder!
- King's Quest VI: Heir Today, Gone Tomorrow
- Leisure Suit Larry in the Land of the Lounge Lizards
- Leisure Suit Larry Goes Looking for Love (in Several Wrong Places)
- Leisure Suit Larry III: Passionate Patti in Pursuit of the Pulsating Pectorals
- Leisure Suit Larry 5: Passionate Patti Does a Little Undercover Work
- Leisure Suit Larry 6: Shape Up or Slip Out!
- Manhunter: New York (developed by Evryware)
- Manhunter 2: San Francisco (developed by Evryware)
- Mickey's Space Adventure
- Mixed-Up Fairy Tales
- Mixed-Up Mother Goose
- Playtoons 1 : Oncle Archibald
- Playtoons 2 : Spirou - Micmac à Champignac
- Playtoons 3 : Le Secret du château
- Playtoons 4 : Spirou - Le Prince Mandarine
- Playtoons 5 : La Pierre de Wakan
- Pepper's Adventures in Time
- Police Quest: In Pursuit of the Death Angel
- Police Quest II: The Vengeance
- Police Quest III: The Kindred
- Urban Runner
- Quest for Glory: So You Want to Be a Hero
- Quest for Glory II: Trial by Fire
- Quest for Glory III: Wages of War
- Slater & Charlie Go Camping
- Space Quest: The Sarien Encounter
- Space Quest II: Vohaul's Revenge
- Space Quest III: The Pirates of Pestulon
- Space Quest IV: Roger Wilco and the Time Rippers
- Space Quest V: Roger Wilco – The Next Mutation
- Troll's Tale
- Winnie the Pooh in the Hundred Acre Wood

### Coktel Vision
- Bargon Attack
- The Bizarre Adventures of Woodruff and the Schnibble
- Fascination
- Geisha
- Gobliiins
- Gobliins 2: The Prince Buffoon
- Goblins Quest 3
- Lost in Time
- Once Upon a Time: Little Red Riding Hood
- Playtoons 1 : Oncle Archibald
- Playtoons 2 : Spirou - Micmac à Champignac
- Playtoons 3 : Le Secret du château
- Playtoons 4 : Spirou - Le Prince Mandarine
- Playtoons 5 : La Pierre de Wakan
- Playtoons: Bambou le Sauveur de la Jungle
- Urban Runner
- Ween: The Prophecy

### Adventure Soft/Horrorsoft
- Elvira: Mistress of the Dark
- Elvira II: The Jaws of Cerberus
- The Feeble Files
- Personal Nightmare
- Simon the Sorcerer
- Simon the Sorcerer II: The Lion, the Wizard and the Wardrobe
- Simon the Sorcerer's Puzzle Pack
- Waxworks (a.k.a. Elvira 3)

### Humongous
- Backyard Baseball
- Backyard Baseball 2001
- Backyard Baseball 2003
- Backyard Football
- Backyard Football 2002
- Big Thinkers series
- Blue's Clues series (Blue's Birthday Adventure and others)
- Fatty Bear series
- Freddi Fish series
- Junior Field Trips series
- Pajama Sam series
- Putt-Putt series
- Spy Fox series

### Autres éditeurs
- 3 Skulls of the Toltecs
- The 7th Guest
- Beneath a Steel Sky
- Blue Force
- Broken Sword: The Shadow of the Templars
- Broken Sword II: The Smoking Mirror
- Bud Tucker in Double Trouble
- Chivalry is Not Dead
- Cruise for a Corpse
- Darby the Dragon
- Discworld
- Discworld II : Mortellement vôtre !
- Dragon History
- Drascula: The Vampire Strikes Back
- DreamWeb
- Eye of the Beholder
- Eye of the Beholder II: The Legend of Darkmoon
- Flight of the Amazon Queen
- Future Wars
- Gregory and the Hot Air Balloon
- Hopkins FBI
- Hugo's House of Horrors
- Hugo II, Whodunit?
- Hugo III, Jungle of Doom!
- I Have No Mouth, and I Must Scream
- The Journeyman Project: Pegasus Prime
- Inherit the Earth: Quest for the Orb
- Lands of Lore: The Throne of Chaos
- The Legend of Kyrandia - Book One
- The Legend of Kyrandia - Book Two: The Hand of Fate
- The Legend of Kyrandia - Book Three: Malcolm's Revenge
- Living Books series (up through Stellaluna)
- Leather Goddesses of Phobos 2: Gas Pump Girls Meet the Pulsating Inconvenience from Planet X!
- Lure of the Temptress
- Magic Tales: Liam Finds a Story
- The Manhole
- Mortville Manor
- The Neverhood
- Nippon Safes Inc.
- The Princess and the Crab
- Return to Ringworld
- Return to Zork
- Ringworld: Revenge of the Patriarch
- Rodney's Funscreen
- Sleeping Cub's Test of Courage
- Sołtys
- Teenagent
- Tony Tough and the Night of Roasted Moths
- Toonstruck
- Touché: The Adventures of the Fifth Musketeer
- Voyeur

## Autres recréations de moteurs de jeu vidéo
- Sarien et FreeSCI pour les jeux d'aventure Sierra
- Divers interpréteurs Z-machine pour les jeux d'aventure en texte de Infocom
- Exult pour Ultima VII
- Pentagram pour Ultima VIII
- Freecraft et Stratagus pour Warcraft
- FreeCNC pour Command and Conquer
- Divers ports de Doom
- Tenebrae pour Quake
- ResidualVM pour les jeux GrimE : http://www.residualvm.org/